# 大草原の小さな天使 ブッシュベイビー
『大草原の小さな天使 ブッシュベイビー』（だいそうげんのちいさなてんし ブッシュベイビー）は、1992年1月12日から12月20日まで、フジテレビ系列で毎週日曜19:30 - 19:58（JST）に全40話が放送された、日本アニメーション制作のテレビアニメ。「世界名作劇場（ハウス世界名作劇場）」の第18作目に当たる。

## 概要
原作はウィリアム・H・スティーブンソン（イギリス出身のカナダの作家）の『カバの国への旅』（The Bushbabies）。時代設定が1960年代と、世界名作劇場としては非常に年代が新しく、第二次世界大戦後を時代背景とした作品としてはシリーズ中でも本作品が初となる。またこうした時代背景を反映してか、「世界名作劇場」の中で初めて作中に飛行機が登場した。
原作こそあるものの、ストーリーは前半部分を中心にオリジナル要素が大半を占めている。基本的には『あらいぐまラスカル』と同様に、野生動物との出会いから別れまでを描いた物語で、前半はブッシュベイビーのマーフィーを飼うことになった主人公・ジャッキーの、ケニアにおける日常生活を中心に物語が展開する。後半ではある事情によりサバンナを横断することになった、ジャッキーとテンボの冒険物語が繰り広げられる。
作中では、ジャッキーの家で飼われるブッシュベイビー、カメレオン、馬の他、多種多様な野生動物が登場する(一例として、サイ、ゾウ、ダチョウ、ヒヒ、ライオン、ウォーターバック、インパラ等)。
当時のアニメージュ編集長によれば、アニメファンからも読者人気が高かったため、AM文庫からムック本が発売された（同誌では『愛少女ポリアンナ物語』もアニメファン受けがよく表紙を飾った）。

## あらすじ
時は1965年のケニア。ナイロビ近郊に住むイギリス人の少女・ジャッキーは、動物保護官アーサーの娘であり、兄のアンドルー共々幼い頃から動物に親しんできた。
あるとき、アーサーとアンドルーは、パトロール中に親を亡くしたブッシュベイビーの赤ん坊を発見、保護し家に連れて帰った。なかなかミルクを飲まず困り果ているところへ、ジャッキーが遭遇。ジャッキーはこのブッシュベイビーに「マーフィー」と名付け、育てることにした。
しかし、1963年にケニアが独立したことにより、イギリス人は本国に引き揚げることになる。ジャッキーは一度はマーフィーをイギリスにつれて帰ろうとしたが、ひょんないきさつから、マーフィーを内陸の生息できる場所に戻すことになり、ジャッキーの冒険が始まる。

## 登場人物

### 主要登場人物
ジャッキー
声 - 岡本麻弥
本作品の主人公。フルネームはジャックリーヌ・ローズ。1952年7月21日生まれで、作中では12歳。身長149cm、体重36kg。血液型はA型。3歳の時からアフリカのケニアで育ってきたため、ケニアを故郷のように思っている。野生動物保護官の父の影響からか動物好きで正義感が強く好奇心が旺盛だが、勝ち気な性格や時々無鉄砲な行動を取ることからトラブルに巻き込まれやすい。運動神経は抜群で、乗馬が得意なほか、1日で自転車に乗れるようになったり、素潜りで魚を捕らえることができるなど水泳も達者である。
モンバサに停泊中のイギリス行きの船の中でマーフィの国外持ち出し許可証が無い事に気付き、近くの公園で放すつもりで家族に黙って船を降りる。マーフィを野生に返すため、テンボやミッキーと共に、アフリカの大草原を旅する。
マーフィ
声 - 白鳥由里
生後1ヶ月の頃に、一緒にいた母親が事故で死んでしまい、ジャッキーに飼われることになるブッシュベイビーの赤ん坊。当初はミルクをなかなか飲まずにジャッキーを心配させるが、成長するにつれていたずらっ子になる。本来は夜行性だが、ジャッキーにより昼行性へ変えられる。非常に気まぐれな性格で活動的なため、飛び跳ねたりいたずらをするなど時々騒動を起こす。小動物なため他の野生動物から命を狙われることがあり、そういう時はジャッキーの服の胸元に逃げる。
成長してからはクッキーやバナナなども食べるようになり、ハッカアメを舐めると酔っ払ったように眠ってしまうという特徴もある。特に主食の昆虫(バッタやカマキリなど)は好物だが、訓練前は自分で虫が捕まえられずジャッキーに取っ手もらっており、ある時は蛾が顔に止まっただけで大騒ぎになった。
国外持ち出し許可書をなくしたジャッキーによって、野生に戻る為の訓練を受ける。最終話でジャッキー達と別れる。
テンボ・ムルンビ
声 - 小杉十郎太
アーサーの助手を務めている勇敢なカンバ族の戦士。アーサーを「ブワナ」(“旦那様”の意味)、ジャッキーを“お嬢さん”、アンドルーを“坊っちゃん”と呼んでいる。年上だがジャッキーの親友でもある。
普段は野生動物保護局に所属し、アーサーと共に密猟者のパトロールしたり、他のケニア人仲間に作業を指示している。非常に真面目な性格で冷静な判断力で仕事もテキパキできることからアーサーやジャッキーから信頼されている。ただし、頑固な性格のため時々融通が利かない所がある。
ロイヤルアフリカライフル部隊に所属していた過去があり、ライフル銃の名手。趣味は上記の部隊時代に覚えたハーモニカだが、吹ける曲は「聖者が街にやってくる」(聖者の行進)のみ(第14話)。カヌーは漕げるが“かなづち”で泳ぐのが苦手。「白人の家はどうも落ち着かない」との考えを持つ(第24話)。物語の前半で警察に密猟者の仲間と間違えられて取り調べを受けたことからそれ以降警察を信用しなくなる。

### ローズ家関連
アンドルー・ローズ
声 - 金丸淳一
ジャッキーの兄。野生動物保護局には所属していないが、保護官見習いとしてアーサーのパトロールに付き添い仕事のやり方を学んでいる。父と同じ野生動物保護官になることを夢見ているが、作中で出会ったハンナに憧れて獣医師にも興味を持ち始める。少年にしては怖がりな性格で、ちょっとしたピンチが起きるとすぐに叫び声を上げるなど頼りない所がある。ベンという名のカメレオンを飼っている。
アーサー・ローズ
声 - 土師孝也
ジャッキーの父。野生動物保護局に所属する野生動物保護官。自動車でテンボやアンドルーと共に保護局近郊の地域をパトロールし、象牙やサイのツノなどを狙う密猟者の取締りや怪我を負った動物の保護などを行う。自家用車はハイエースワゴンらしき車を所有し、仕事ではランドローバー社製の車(第2話)を使用している。
仕事柄普段から密猟者に強い憤りを感じている。動物を愛しているが、手負いの動物など人に危害を加える恐れがある場合はやむなく始末することもある。しかしその後、「イギリス人がする様々な職務は今後ケニア人が行う」との国の方針により失職し、イギリスへ帰国することになる。
ペニー・ローズ
声 - 滝沢久美子
ジャッキーの母。専業主婦。家族思いで優しい性格だが、やや教育熱心な考えを持っており、アンドルーには母方の祖父母宅があるイギリスの中学校への進学を熱望している。絵を描くのが趣味で、作中では主に風景画を描いている。モンバサでジャッキーが失踪した後不安な日々を過ごすし、地元警察署に訪れる。
ハワ
声 - 松井摩味
ジャッキーの家で住み込みで働く使用人。ケニア人女性。普段はローズ家の食事の支度などの家事の他、マンダリンのエサやりなどをしている。ジャッキーがマーフィを飼うようになってからは彼女が学校にいる間などに時々世話を手伝うようになる。物語の前半で怪我をしたテンボをローズ家の小屋で休ませることになり、彼の世話を任されたことでテンボに好意を抱き始める。
ベン
アンドルが飼っているカメレオン。冒頭ではジャッキーの部屋の鳥かごで飼われている。マーフィが飼われるようになった後に初対面するが、お互いあまり興味がない。その後アンドルーが「ベンは、自分でエサを取ったり身を守る術を知っているからアフリカで生きていける」と判断し、一家がイギリスに帰る途中のヌディの駅で放されることとなる。
マンダリン
ジャッキーの愛馬で、ローズ家に隣接する馬小屋で飼われている。ジャッキーがちょっと遠出する時の足代わりに使われる。とても気が弱く、道にカマキリがいるだけで先に進めなくなったり、目の前を蝶が飛んでいると気になってゆっくり歩いてしまう。物語の前半でマーフィと打ち解け、ジャッキーと出かける時はマンダリンの頭にマーフィを乗せて走る。また、フランス製の自転車を買ってもらったミッキーが、ある日マンダリンに乗るジャッキーを見つけたことで勝手に競争に巻き込まれる。その後一家がイギリスに帰国するため、親友のケイトに飼われることとなる。

### ケイト関連
ケイト・アドルトン
声 - 松下美由紀
ジャッキーの親友で非常に仲が良く、学校のクラスも同じ。肩まで伸ばした髪型に作中では淡いピンク色の服を着ている。巨大なパイナップルの絵が書かれた看板がある丁字路前で、毎朝ジャッキーと待ち合わせして登校している。物語の前半で突然父親を亡くすという辛い経験をするが、ジャッキーの励ましで徐々に明るさを取り戻す。ある日ダンを“密猟者と関係があるかも”と怪しむジャッキーに誘われて、ミッキーと共に探偵団を結成し、ダンの行動を探り始める。その後ジャッキーが失踪したと知って、飛行機を所有するクランクショウに彼女の捜索を頼む。
ライサ・アドルトン
声 - さとうあい
ケイトの母。夫がコーヒー農場を経営しているため、自身はのんびり日常を送っている。ある日ジャッキーから、飼い始めたマーフィがミルクを飲まないことを相談される。しかし後日、手負いの象によって夫を亡くしたことで農場の経営を引き継ぐ。イギリスへ戻るローズ家と別れた後、テレビで「ジャッキーが誘拐された」とのニュースを見て心配し始める。
カヌジア
声 - 沢木郁也
アドルトン家の使用人。ジャッキーがマーフィを飼い始めた直後、ライサからブッシュベイビーのことをよく知る人を探すよう言われ、農園に探しに行く。
ヘンリー・ラザフォード
声 - 島田敏
ライサの弟で、ケイトの叔父。元航空会社のエンジニアで、ライサの夫が死んだ後、彼女に協力して農園の仕事を手伝うためイギリスからケニアに引っ越してくる。ほどなくして迷子になったマーフィを偶然見つけたことで、ジャッキーと出会う。動物に興味を持っており、このことがケニアで暮らすことを決めた理由の1つでもある。機械には詳しいが電気器具の知識はほとんどない。以前から何かを調査することが大好きで車も運転できることから、ジャッキーたちから頼まれて探偵団に加わる。

### ジャッキーの学校関連
ミッキー・ビル
声 - 松岡洋子
ジャッキーの学友。ガキ大将的な存在で、よくくだらない嘘をついてジャッキーたちをからかっている。また、いたずら好きなため、学校に蛇を持ち込むなどのトラブルをよく起こす。ちなみに一旦眠ると朝まで絶対に目を覚まさない(第26話)。
ジャッキーからマーフィを飼い始めたことに興味を持ち、マーフィを好きになる。しかし好きなあまり、ジャッキーの部屋から許可証を無断で持ち出したことが原因で、後日ジャッキーがケニアを旅することになる。その後避暑で訪れたビピンゴの村近辺でジャッキーと再会し、マーフィを野生に返す事を知って反対するようになる。
ノルダム先生。
声 - 川島千代子
ジャッキーの学校の担任の先生。第1話でトリスのイギリスへの帰国が決まり、国の政策により今後もクラスにいるイギリス出身の子たちの帰国が増えることを寂しく思う。おしゃべり好きで授業に集中しないミッキーに手を焼いている。
アリス
声 - 白鳥由里
ジャッキーの友人。ショートヘアの子で作中では緑色の服を着ている。7歳の弟がいる。家庭の事情でイギリスに戻ることになったトリスに手紙をくれるよう伝える。
トリス
声 - 久川綾
ジャッキーの友人。お父さんの都合によりイギリスのマンチェスターへ帰国。ジャッキーと同じクラスの友達。ジャッキーと同じく数年間ケニアで暮らしており、自分の国と思うほどケニアを愛している。第1話でマックギルからイギリスへの帰国を告げられるが、「1人でケニアに残りたい」と伝える。
マックギル
声 - 佐藤正治
トリスの父。ケニアがイギリスから独立したことにより失職し、一家で母国イギリスのマンチェスターへ帰国することを決め、ジャッキーの学校に手続きに来る。
サリー・ビル
声 - 頓宮恭子
ミッキーの妹。ジャッキーと同じ学校の下のクラスに通っており、ミッキーとは違いしっかり者。ジャッキーが、「マーフィにミルクを飲ませる為の哺乳瓶を探している」との話を聞いて、家にある哺乳瓶を彼女にあげる。
トム・ビル
声 - 國府田マリ子、松井摩味（第30話、第40話）
ミッキーの弟。もうすぐ4歳なのにまだ哺乳瓶でミルクを飲んでいる。ある時家にいた所、そばにいたミッキーが意図的に扇風機を壊そうとしたため、メアリーに告げ口する。
メアリー・ビル
声 - 峰あつ子
ミッキーの母。ミッキーと同様太っている。現在は夫が仕事でフランスに行っており、ミッキーたち3人の子供とケニアの自宅で暮らしている。お喋り好きな性格だが、怒ると怖い。その後ビピンゴの別荘に家族で避暑に訪れるが、ミッキーが置き手紙を置いてどこかへ行ってしまったためモンバサの警察署に訪れ、イギリスに向かったはずのペニーと再会する。
生徒
声 - 國府田マリ子

男子生徒
声 - 萩森侚子

男子生徒
声 - 南場千絵子

### 野生動物保護関連
ハンナ・カウフマン
声 - 佐々木優子
獣医師の女性。時々ナイロビから、アーサーが働く野生動物保護局の事務所に訪れて動物の診察・治療にあたる。人一倍強い、動物を愛する精神を持つ。赤ん坊のマーフィが体調を崩した時に治療に当たり、ジャッキーともすぐに親しくなる。後日マーフィに哺乳瓶をプレゼントする。
アワン
声 - 佐藤浩之
野生動物保護官の助手。テンボの部下である。仕事時はサファリジャケットを着ているテンボとは違い、自身を含めた一般職員はTシャツなどのラフな格好をしている。

### 密猟者
ダン・ムーア
声 - 佐藤正治
白人。家電屋の修理屋で、ナイロビを中心にジャッキーが暮らす町などで電気器具やモーター類の修理の仕事をしている。野生動物の観察が好きで空いた時間に双眼鏡で眺めている。妻と幼い男の子と赤ん坊と暮らしている(第22話)。
実は裏で密猟を手伝っており、ジャッキーから言動を怪しまれ始める。しかしのちに警察に自首し、国外追放となり南アフリカへ。後日モンバサ駅でイギリスへ向かうジャッキー一家と偶然再会する。彼の託した情報がジャッキーとテンボの運命を変えることとなる。
マイケル・ピーターソン
声 - 沢木郁也
密猟者。40歳前後(第38話)。口ひげを生やした小太りの男性。これまでに町から離れた場所にあるバオバブの木の中に象牙を隠していたが、ある時のこの木のそばでジャッキーとダンが一緒にいるのを見つけて状況を説明させる。自分たちの仕事を達成する為には、例え人を殺してもいいと考えるほどの悪人。その後モンバサの港町の倉庫でテンボに密猟の証拠品や書類を見られたため彼とジャッキーの後を執拗に追い始める。
ジョン・ケンドール
声 - 田中和実
密猟者。マイケルより背の高い痩せ型の男で、黒っぽい服を着ている。いつもマイケルと共に行動している。ジャッキーにバオバブの木に隠していた象牙を見られた後逃げられるが、後日タンザニアでの旅行中に偶然再会する。さらにその後テンボにモンバサの町の倉庫にある密猟の証拠の書類を奪われ、直後にジャッキーといることを知ってマイケルと2人で彼女たちの後を追う。マイケルに比べて注意力が足りない所がある。またマイケルとは違い若干の良心は持っているらしく、ミッキーが足をケガした時は気遣いを見せる。
密猟者の男
声 - 山下啓介
ジョンとマイケルの密猟仲間。モンバサの町の倉庫内に密猟した象牙や密輸動物を隠し、ジョンとマイケルの2人に会っていた所をテンボに見つかり、彼を捕まえようとする。

### 物語の前半に登場するその他の人たち
クランクショウ博士。
声 - 緒方賢一
アフリカに30年以上住む、作中で有名な考古学者。各地の遺跡発掘のため、アフリカ中を飛び回っている。以前からジャッキー家族と親しくしており、物語の前半で別の地域の発掘現場から戻った後、彼女たちと再会する。
自家用車の他に、マザーグース号という名の黄色い小型飛行機も所有している。「ジャッキーをマザーグース号に乗せる」との約束をしているが、二人乗りに造り直す必要がありまだ果たせていない。ある日の飛行中、地上を走る密猟者らしきトラックを目撃したことから、後日ジャッキーたち探偵団の調査に同行する。その後ジャッキーが失踪したと聞いて、マザーグース号で探しに向かう。
タウマ
声 - 置鮎龍太郎
クランクショウ博士の使用人。主人であるクランクショウのことを「ブワナ」と呼んでいる。博士に振り回されっぱなしである。
モーリス
声 - 掛川裕彦
ジャッキーが暮らす街の雑貨屋の店長。店の外にあるガソリンスタンドも経営している。インド系である。赤ん坊のマーフィ用の哺乳瓶を買いにきたジャッキーに応対する。アーサーが日々パトロールに必要なガソリンの支払いを野生動物保護局が滞納しているため、ある日ガソリンを渡すのを渋る。店内にはマーフィが好きなハッカ飴も置いているが、ある時これが原因で騒動が起きる。
ボンダ
声 - 笹岡繁蔵
ケニアの警察の警部。ケニアでアーサーのような白人が動物を守り、密猟者の中にケニア人もいることに複雑な思いを感じている。ある日押収したトラックの荷台に象牙やサイのツノが残されていたことから、警察署でアーサーに意見を伺う。別の日匿名の人物から「テンボが密猟者に情報を漏らしている」との電話を受けて、彼を警察署で話を聴く。ただ手口は荒く、無実のテンボを拷問して、密猟者の仲間であることを白状させようとする。
ウィルソン
声 - 安西正弘
教会の牧師。ケイトの父親の埋葬時に彼女やジャッキーたちが参列する中、お祈りの言葉を捧げる。
ロバート・アイアランド少佐
声 - 銀河万丈
アーサーの古くからの友人。現在はサファリガイドをしているが、以前はロイヤルアフリカライフル部隊の隊長(将校)であった。当時部下だったテンボについて「最高に優秀な隊員だった」と高く評している。物語の中盤で、2,3日泊まる予定で久しぶりにローズ家に訪れる。普段はモンバサからそう遠くないビピンゴの村の海辺の一軒家で一人暮らししており、ここでは犬を飼っている。また、この家の近所にはローズ家の別荘もある。

### モンバサの人たち(ソロ号の船員を含む)
税関職員
声 - 岸野幸正
モンバサの港から船でアフリカを出国するアーサーたちの荷物の中身を確認する。ジャッキーが飼っているマーフィを見せてもらう。
船長
声 - 池田勝
イギリス行きの船・ソロ号の船長。ソロ号はモンバサの港に停泊中で、イギリスへ帰国するローズ家が乗船する。自身について“動物嫌い”という噂があるが、本当は動物を無断で国外に持ち出す密輸業者が嫌いなだけで、動物は好きらしい。出港後アーサーから、ジャッキーが出港前に船を降りてどこかに行ったかもしれないと言われ、今後の相談を受ける。
ボーイ
声 - 高戸靖広
ソロ号のボーイ。ジャッキーの部屋に備品のタオルを持ってきた際、過去にブッシュベイビーを飼っていた船員が、船長に見つかりマダガスカル島に捨てられたことを話す。船が出港した後、ジャッキーの行方が分からなくなったと知り、ローズ家族と共に船内を探す。
作業員の親方
声 - 安西正弘
ソロ号で働く。イギリスに運ぶための荷物の積み込みが予定より時間がかかっており、甲板から下の内部倉庫にいる船員たちに積荷を早く乗せるようイライラしながら指示を出す。
船員
声 - 佐藤浩之
作業員の親方の「出航時間に間に合わなくなるから積荷を急いで乗せろ！」という指示に「急いでますよ！」と言い返す。

### ジャッキーの冒険以降に登場する人たち
警部
声 - 郷里大輔
モンバサの警部。ジャッキーがモンバサの港から失踪した後、「アフリカ人の男(テンボ)が白人の女の子(ジャッキー)を誘拐し、ビピンゴの村辺りに逃げている」との目撃情報を得る。ビピンゴの村に訪れて、村人たちに上記の2人を見つけたら知らせるよう告げる。最後まで「テンボがジャッキーを誘拐した」と信じて疑わなかった。
ベニング
声 - 佐藤浩之
ケニア軍の大尉。ジャッキーがヌディに向かった後、上司からの指示で彼女を捜すためにヘリコプターでやって来る。数日後、地上にいた同じくジャッキーを探すアーサーを見つけたため、彼と会話する。
ワランガ族の男
声 - 稲葉実
ビピンゴの村からヌディまでの間の地域で暮らしているとされる先住民族。仲間が落とした水の入った大事な袋を、テンボが「要らなくなって捨てた」と勘違いして持って行ったのを目撃し、直後に出会ったマイケルに彼を殺すよう伝える。
アトマニ
声 - 大塚芳忠
サフィナの兄。マサイ族の戦士だが臆病である。朱色の髪色をしている。丘の上に小屋を所有しており、家畜の牛の世話などをするため時々訪れている。ある日小屋に訪れた所、中にいたジャッキーと出会う。直後にテンボとも知り合うと、小屋からそう遠くない場所でヒョウが現れたため、彼と一緒に牛たちを守ろうとする。
サフィナ
声 - 萩森侚子
アトマニの妹。マサイ族の女の子で頭はスキンヘッド。13歳(第37話)。働き者で優しい性格で、アトマニの小屋に泊まったジャッキーが翌朝病気になった時に世話をする。短期間ではあるがジャッキーと一緒に過ごす中で彼女と友人として交流し、別れ際にジャッキーからハンカチをもらう。
ギテオン
声 - 増岡弘
ヌディ駅の駅長兼、雑務係。自身の他は職員がいない模様で、改札係や通信係などの業務も一人で行っている。ジャッキーとテンボがヌディ駅に訪れた直後、密猟者に襲われた所を助ける。その後ジャッキーから大雨によりヌディ駅の北の方で線路が流されたことを知り、慌ててモンバサ駅の駅員と無線で会話しこのことを伝える。
無線の声(声のみ)
声 - 平野正人
モンバサ駅の駅員。ギデオンと無線で会話し、洪水によりヌディ駅の近くの線路が決壊したことなどいくつかの連絡事項を告げられる。
アナウンサー(声のみ)
掛川裕彦
ヌディ駅のラジオから流れるニュース番組を担当。洪水に関するニュースを伝え、ヌディ駅からモンバサ駅までの間に大きな被害が出ていることを告げる。
ダール
声 - 田中亮一
ヌディ近くにある警察本部の警部補。ヌディ駅近くで出会ったテンボから密猟者のことや偽の許可証について話を聞く。

## スタッフ
- 製作 - 本橋浩一
- 製作管理 - 高桑充（前半のみ）、中島順三
- 企画 - 清水賢治（フジテレビ）、大橋益之助（電通関西支社）、佐藤昭司
- キャラクターデザイン - 関修一、加藤裕美
- 脚本 - 宮崎晃
- 美術設定 - 伊藤主計
- 美術監督 - 森元茂
- 色彩設計 - 小山明子
- 撮影監督 - 森田俊昭
- 音響監督 - 藤野貞義
- 音楽 - 宮川彬良
- プロデューサー - 和田実 → 鈴木吉弘（フジテレビ）、松土隆二
- 監督 - 鈴木孝義
- 企画協力 - 電通関西支社
- 制作 - フジテレビ、日本アニメーション

## 主題歌
前期OPとED、後期OPが収録されたCDは、共に日本コロムビアより発売された。

### オープニングテーマ
「APOLLO」（第1話 - 第22話）
作詞 / 作曲 - 谷村新司 / 編曲 - 佐孝康夫 / 歌 - 沢靖英
『世界名作劇場』シリーズ初の男性ボーカル曲である。
「微笑みでプロローグ」（第23話 - 第40話）
作詞 - 及川眠子 / 作曲 - 岸正之 / 編曲 - 信田かずお / 歌 - 山野さと子

### エンディングテーマ
「鳥になる」
作詞 / 作曲 - 谷村新司 / 編曲 - 佐孝康夫 / 歌 - 岡本麻弥
バラード調であり、コンクールなどで合唱曲としても使用された。また主演声優が歌った『世界名作劇場』のエンディングテーマとしては、『アルプス物語 わたしのアンネット』の「エーデルワイスの白い花」、『私のあしながおじさん』の「キミの風」に続いて3曲目である。
上記の通り番組放送期間中にオープニングテーマが変更されているが、エンディングテーマは年間通して同曲が使用されており、オープニングテーマとエンディングテーマの変更が連動しない、『世界名作劇場』としては珍しいケースとなった。

## 各話リスト
| 話数 | 放送日         | サブタイトル         | 絵コンテ          | 演出              | 作画監督 |
| ---- | -------------- | -------------------- | ----------------- | ----------------- | -------- |
| 1    | 1992年 1月12日 | 草原で拾った赤ちゃん | 鈴木孝義          | 鈴木孝義          | 加藤裕美 |
| 2    | 1月19日        | 死なないでマーフィ   | 中西伸彰 鈴木孝義 | 中西伸彰 鈴木孝義 | 伊藤広治 |
| 3    | 1月26日        | しかけやローズ       | 則座誠            | 則座誠            | 田中穣   |
| 4    | 2月2日         | 哺乳ビンをさがせ     | 加賀剛            | 加賀剛            | 細井信宏 |
| 5    | 2月9日         | 傷ついた象           | 鈴木孝義          | 鈴木孝義          | 加藤裕美 |
| 6    | 2月16日        | マーフィの病気       | 楠葉宏三          | 加賀剛 鈴木孝義   | 伊藤広治 |
| 7    | 2月23日        | 女性獣医ハンナ       | 則座誠            | 則座誠            | 田中穣   |
| 8    | 3月1日         | 博士の飛行機         | 加賀剛            | 加賀剛            | 細井信宏 |
| 9    | 3月8日         | 真夜中のお散歩       | 鈴木孝義          | 鈴木孝義          | 加藤裕美 |
| 10   | 3月15日        | 修理屋ダン・ムーア   | 楠葉宏三          | 加賀剛            | 伊藤広治 |
| 11   | 3月22日        | 探偵団結成!          | 則座誠            | 則座誠            | 田中穣   |
| 12   | 4月19日        | ハッカアメと密猟者   | 中西伸彰          | 中西伸彰          | 細井信宏 |
| 13   | 4月26日        | 探偵団プラス1        | 鈴木孝義          | 鈴木孝義          | 加藤裕美 |
| 14   | 5月3日         | ヒヒの襲撃           | 加賀剛            | 加賀剛            | 伊藤広治 |
| 15   | 5月10日        | ふしぎな木バオバブ   | 楠葉宏三 則座誠   | 則座誠            | 田中穣   |
| 16   | 5月17日        | 秘密のほらあな       | 楠葉宏三 中西伸彰 | 中西伸彰          | 細井信宏 |
| 17   | 5月24日        | 密猟団現わる         | 鈴木孝義          | 鈴木孝義          | 加藤裕美 |
| 18   | 5月31日        | チョッキ騒動         | 加賀剛            | 加賀剛            | 伊藤広治 |
| 19   | 6月7日         | 運命のはじまり       | 楠葉宏三          | 則座誠            | 田中穣   |
| 20   | 6月14日        | 霧のキリマンジャロ   | 斉藤博            | 中西伸彰          | 細井信宏 |
| 21   | 6月21日        | さようならケイト     | 鈴木孝義          | 加賀剛            | 加藤裕美 |
| 22   | 6月28日        | 無くなった許可証     | 楠葉宏三 中西伸彰 | 中西伸彰          | 伊藤広治 |
| 23   | 7月12日        | 波止場の大事件       | 斉藤博            | 加賀剛            | 鷲田敏弥 |
| 24   | 8月2日         | アフリカひとりぼっち | 則座誠            | 則座誠            | 田中穣   |
| 25   | 8月16日        | テンボに逮捕状!?     | 鈴木孝義          | 鈴木孝義          | 細井信宏 |
| 26   | 8月23日        | マーフィの災難       | 斉藤博            | 中西伸彰          | 加藤裕美 |
| 27   | 8月30日        | 追う人、追われる人   | 加賀剛            | 加賀剛            | 鷲田敏弥 |
| 28   | 9月6日         | 密林の象たち         | 則座誠            | 則座誠            | 田中穣   |
| 29   | 9月13日        | 野生を取りもどせ!!   | 鈴木孝義          | 鈴木孝義          | 細井信宏 |
| 30   | 9月20日        | サバンナのおきて     | 斉藤博            | 中西伸彰          | 加藤裕美 |
| 31   | 9月27日        | 毒矢とハーモニカ     | 加賀剛            | 加賀剛            | 鷲田敏弥 |
| 32   | 10月25日       | やさしい戦士・テンボ | 則座誠            | 則座誠            | 田中穣   |
| 33   | 11月1日        | 炎に向かって走れ!    | 斉藤博            | 中西伸彰          | 伊藤広治 |
| 34   | 11月8日        | マサイ族の小屋       | 鈴木孝義          | 鈴木孝義          | 細井信宏 |
| 35   | 11月15日       | ジャッキー倒れる!!   | 加賀剛            | 加賀剛            | 加藤裕美 |
| 36   | 11月22日       | 豹と二人の戦士       | 則座誠            | 則座誠            | 田中穣   |
| 37   | 11月29日       | 雨の日の思い出       | 斉藤博            | 中西伸彰          | 鷲田敏弥 |
| 38   | 12月6日        | 列車が流される!?     | 加賀剛            | 加賀剛            | 伊藤広治 |
| 39   | 12月13日       | 駈けぬけろマーフィ   | 中西伸彰          | 中西伸彰          | 細井信宏 |
| 40   | 12月20日       | マーフィのさようなら | 鈴木孝義          | 鈴木孝義          | 加藤裕美 |

## 放送局
※放送日時・系列は本番組終了時（1992年12月）のもの。
| 放送地域       | 放送局             | 放送日時           | 放送系列                                     | 備考                                                                                                |
| -------------- | ------------------ | ------------------ | -------------------------------------------- | --------------------------------------------------------------------------------------------------- |
| 関東広域圏     | フジテレビ         | 日曜 19:30 - 20:00 | フジテレビ系列                               | 制作局                                                                                              |
| 北海道         | 北海道文化放送     | 日曜 19:30 - 20:00 | フジテレビ系列                               | |
| 岩手県         | 岩手めんこいテレビ | 日曜 19:30 - 20:00 | フジテレビ系列                               | |
| 秋田県         | 秋田テレビ         | 日曜 19:30 - 20:00 | フジテレビ系列                               | |
| 宮城県         | 仙台放送           | 日曜 19:30 - 20:00 | フジテレビ系列                               | |
| 福島県         | 福島テレビ         | 日曜 19:30 - 20:00 | フジテレビ系列                               | |
| 新潟県         | 新潟総合テレビ     | 日曜 19:30 - 20:00 | フジテレビ系列                               | |
| 長野県         | 長野放送           | 日曜 19:30 - 20:00 | フジテレビ系列                               | |
| 静岡県         | テレビ静岡         | 日曜 19:30 - 20:00 | フジテレビ系列                               | |
| 富山県         | 富山テレビ         | 日曜 19:30 - 20:00 | フジテレビ系列                               | |
| 石川県         | 石川テレビ         | 日曜 19:30 - 20:00 | フジテレビ系列                               | |
| 福井県         | 福井テレビ         | 日曜 19:30 - 20:00 | フジテレビ系列                               | |
| 中京広域圏     | 東海テレビ         | 日曜 19:30 - 20:00 | フジテレビ系列                               | |
| 近畿広域圏     | 関西テレビ         | 日曜 19:30 - 20:00 | フジテレビ系列                               | |
| 島根県・鳥取県 | 山陰中央テレビ     | 日曜 19:30 - 20:00 | フジテレビ系列                               | |
| 岡山県・香川県 | 岡山放送           | 日曜 19:30 - 20:00 | フジテレビ系列                               | |
| 広島県         | テレビ新広島       | 日曜 19:30 - 20:00 | フジテレビ系列                               | |
| 愛媛県         | 愛媛放送           | 日曜 19:30 - 20:00 | フジテレビ系列                               | [ 注 8 ]                                                                                            |
| 福岡県         | テレビ西日本       | 日曜 19:30 - 20:00 | フジテレビ系列                               | |
| 佐賀県         | サガテレビ         | 日曜 19:30 - 20:00 | フジテレビ系列                               | |
| 長崎県         | テレビ長崎         | 日曜 19:30 - 20:00 | フジテレビ系列                               | |
| 熊本県         | テレビ熊本         | 日曜 19:30 - 20:00 | フジテレビ系列                               | |
| 沖縄県         | 沖縄テレビ         | 日曜 19:30 - 20:00 | フジテレビ系列                               | |
| 山形県         | 山形テレビ         | 月曜 19:00 - 19:30 | フジテレビ系列                               | 1993年4月にテレビ朝日系列にネットチェンジしたため、本作品が『世界名作劇場』最後の放送作品となった。 |
| 山梨県         | 山梨放送           | 水曜 16:30 - 17:00 | 日本テレビ系列                               | |
| 高知県         | 高知放送           | 金曜 16:30 - 17:00 | 日本テレビ系列                               | |
| 大分県         | テレビ大分         | 水曜 16:00 - 16:30 | 日本テレビ系列 フジテレビ系列 テレビ朝日系列 | [ 注 9 ]                                                                                            |
| 宮崎県         | テレビ宮崎         | 日曜 18:00 - 18:30 | 日本テレビ系列 フジテレビ系列 テレビ朝日系列 | [ 注 9 ]                                                                                            |
| 鹿児島県       | 鹿児島テレビ       | 日曜 18:30 - 19:00 | 日本テレビ系列 フジテレビ系列                | [ 注 9 ]                                                                                            |

## メディア展開

### 映像ソフト
テレビシリーズのDVDは、2002年3月25日から7月25日にかけて全10巻が発売された。